# Une si jolie petite plage
Une si jolie petite plage is een Franse film van Yves Allégret die werd gedraaid in 1948 en uitgebracht in 1949. 

## Verhaal
Een kustplaatsje in Noord-Frankrijk. Op een mistroostige en regenachtige avond buiten het seizoen wordt een somber gestemde jongeman afgezet aan het enige hotel dat het hele jaar open is. Mevrouw Mahieu, een gezette en flemerige vrouw en de nicht van de vorige uitbater, houdt het hotel open. Voor haar werken Marthe, een dienstmeid met een goede inborst, en een jongen van de overheidsbijstand die zij harteloos misbruikt als sloofje. Die vorige uitbater, nu een oude en stomme gehandicapte, is de enige die de jongeman vaag herkent maar hij kan het niet uiten. 
De jongeman geeft als naam Pierre op aan de receptie. Het blijkt al gauw dat hij het hotel en de omgeving goed kent. Hij herkent zichzelf ook in de pupil van de overheidsbijstand. Net als die jongen was Pierre een kind dat in een weeshuis van de staat werd opgevoed en werd hij later uitbesteed om klussen in het hotel uitvoeren. En net als hij moest Pierre zich ook de avances van een oudere onvoldane vrouw laten welgevallen. In Pierre's geval was dat een bekende zangeres met wie hij op een dag naar Parijs is getrokken. Zijn toenaderingspogingen tot de pupil blijven echter vruchteloos.
Enkele dagen na Pierre huurt Fred, een ietwat verlopen, argwanende maar piekfijn geklede man, ook een kamer in het hotel. Het duurt een tijdje vooraleer Fred Pierre aanspreekt. Beide mannen blijken niet alleen elkaar te kennen maar ook de zangeres goed gekend te hebben.   

## Rolverdeling
| Acteur             | Personage                                         |
| ------------------ | ------------------------------------------------- |
| Gérard Philipe     | Pierre Monet, de jonge reiziger                   |
| Madeleine Robinson | Marthe, de dienstmeid van het hotel               |
| Jean Servais       | Fred, de ex-minnaar en impresario van de zangeres |
| Jane Marken        | mevrouw Mahieu, de hotelierster                   |
| Julien Carette     | de handelsreiziger                                |
| André Valmy        | Georges                                           |
| Christian Ferry    | de pupil 'de la Nation', sloofje in het hotel     |
| Paul Ville         | mijnheer Curlier, de industrieel uit Arras        |
| Mona Dol           | mevrouw Curlier                                   |
| Gabrielle Fontan   | de oude dame in de auto                           |